# Црква Светог Саве на Аљасци
Црква Светог Саве је била црква Руске мисије у Дагласу, на Аљасци. За њену изградњу заслужан је углавном Свети Севастијан Џексонски, први српски православни монах рођен на тлу Северне Америке, који је 1902. године био именован за декана Ситканског деканата и за надзорника мисија на Аљасци.
Иако под Руском православном црквом и „ћерком“ парохијом цркве Светог Николе у Џуноу, Себастијан Дабовић сматра да је важно да Срби који су дошли на ово подручје, углавном да раде у рударству имају цркву која би им била „дом“.
Дана 23. јула 1903. године Севастијан је са јеромонахом Антонијем (Дешкевич-Корибутом) и јерејем Александром Јарошевићем освештао храм Светог Саве у Дагласу. Међутим, ретки записи који су остали о овој цркви указују на то да је до 1920-их можда била празна, а 1937. године Даглас је захватио пожар, уништивши већи део града, укључујући и цркву Светог Саве која није обнављана.

## Историјат
Међу онима који су стигли до Дагласа била је и група Срба, довољна да оправда организовање цркве. Ово чини Светог Саву необичним по томе што је то била аљашка црква која није била постављена као мисија да служи староседеоцима Аљаске, већ групи која је већ припадала православним хришћанима.
Ово је рани пример покушаја епископа Тихона да оснује цркве које су представљале друге православне националности у дијаспори, посебно Сиро-арапску мисију (коју је предводио епископ Рафаило Хававини) и Српску мисију, коју ће касније архимандрит Себастијан Дабовић бити именован да води.
Земљиште је поклонила компанија Традвел Голд Мајн, а иако је ова црква била део „Руске мисије“, донација за изградњу цркве послата је од Архијерејског сабора Србије. Сами чланови парохије су годинама обезбедили средства за разне поправке, укључујући оснивање нове цркве 1915. године и два гробља. Зграда је била прилично једноставна дрвена конструкција и имала је један олтар. Према неким изворима, Себастијан је такође учествовао у самој изградњи.
Након разорног пожара у граду, Дагласова популација је такође опала, а попис из 1920. године бележи само 919 људи који још увек тамо живе. До неког времена 1920-их, црква није била редовно коришћена. Године 1937. пожар је поново уништио многе зграде Дагласа, а црква Светог Саве изгорела је до темеља. Није накнадно обнављана.